# Gardanne
Gardanne è un comune francese di 21 075 abitanti situato nel dipartimento delle Bocche del Rodano della regione della Provenza-Alpi-Costa Azzurra.

## Società

### Evoluzione demografica
Abitanti censiti

## Galleria d'immagini

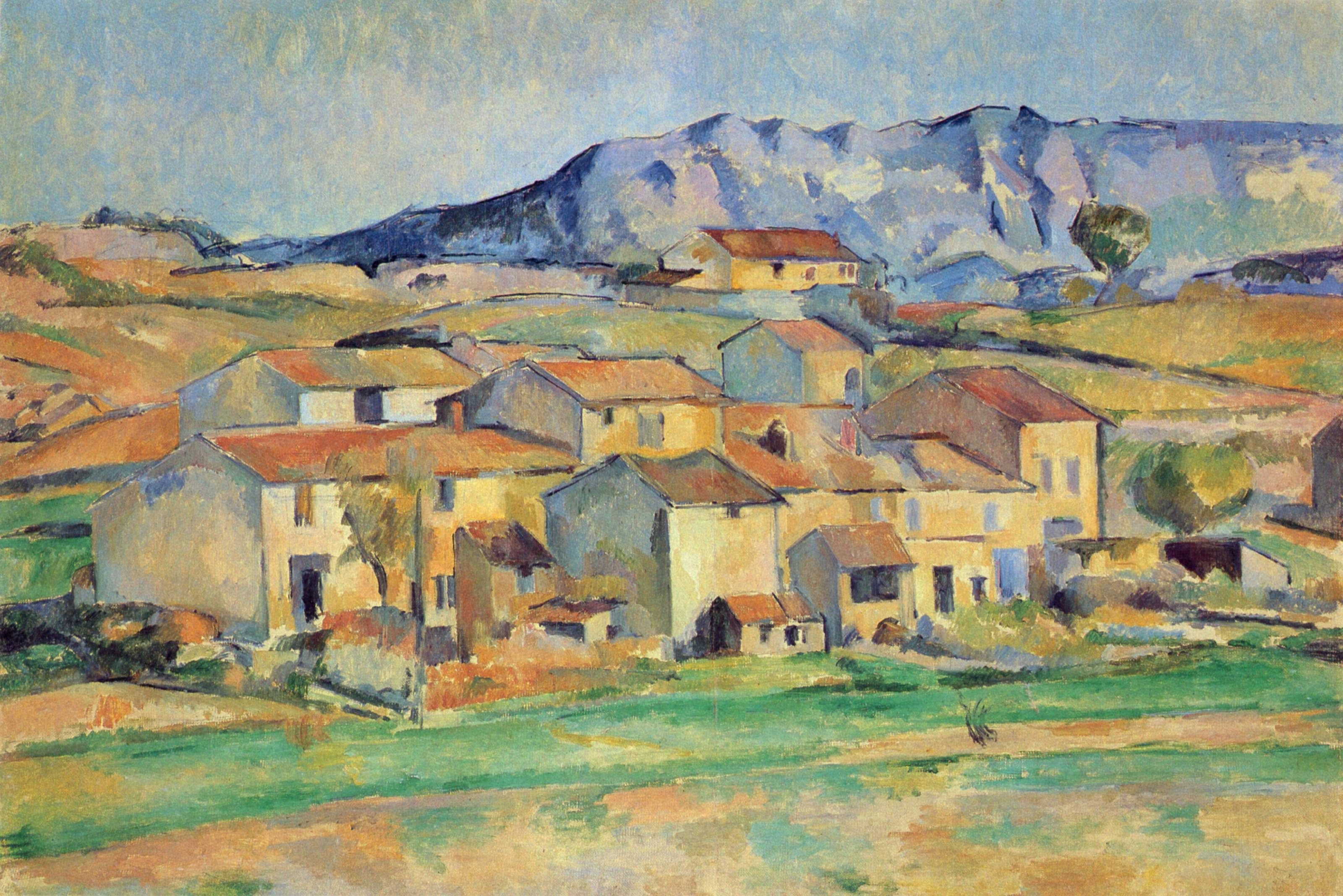
La frazione di Payannet dipinta da Paul Cézanne